# Шропи
Шропи (пол. Szropy) — село в Польщі, у гміні Старий Тарґ Штумського повіту Поморського воєводства.
Населення — 522 особи (2011).
У 1975-1998 роках село належало до Ельблонзького воєводства.

## Демографія
Демографічна структура станом на 31 березня 2011 року:
|          | Загалом | Допрацездатний вік | Працездатний вік | Постпрацездатний вік |
| -------- | ------- | ------------------ | ---------------- | -------------------- |
| Чоловіки | 269     | 59                 | 197              | 13                   |
| Жінки    | 253     | 51                 | 154              | 48                   |
| Разом    | 522     | 110                | 351              | 61                   |